# 苏伊站
蘇伊站（：／ Soi yeok */?）是位于韩国忠清北道阴城郡蘇伊面的一个车站，属于忠北线。

## 历史
- 1928年12月25日 - 落成使用。

## 相鄰車站
韓國鐵道公社
忠北線
陰城－蘇伊－周德